# Joëlle Léandre
Pour les articles homonymes, voir Léandre.
Joëlle Léandre, née le 12 septembre 1951 à Aix-en-Provence, est une contrebassiste française. Elle mélange composition et improvisation. Elle est vocaliste, complétant souvent de sa voix ses improvisations instrumentales.

## Biographie
Née en 1951 en Provence, Joëlle Léandre apprend le piano dès 9 ans, puis s'inscrit en contrebasse au conservatoire d'Aix. Puis elle intègre en 1969 le Conservatoire national supérieur de musique de Paris et y obtient un premier prix de contrebasse,.
Trop à l'étroit dans le classique, faute de répertoire pour contrebasse, elle s'intéresse à la musique contemporaine. Lors d'un voyage aux États-Unis en 1975, elle travaille avec Morton Feldman et John Cage,. Elle travaille aussi avec Merce Cunningham, le compagnon de John Cage, danseur et chorégraphe : « On faisait des ateliers musique et danse », se souvient-elle.« Il fallait écrire vite, être à l'écoute du corps des danseurs. J'ai beaucoup appris de cette expérience. ». Elle se produit avec l'Ensemble InterContemporain et l'ensemble 2E2M. Les compositeurs John Cage, Betsy Jolas et Giacinto Scelsi lui composent des pièces, notamment Maknongan (de Giacinto Scelsi), pour instrument basse (contrebasse, tuba, contrebasson, saxophone basse, flûte octobasse, etc.) en 1976, mais aussi Ryoanji de John Cage, qu'elle crée à Paris dans l'appartement de Marcel Duchamp.
Elle est active également dans le monde de la musique improvisée et du jazz. Elle collabore notamment avec Derek Bailey, Anthony Braxton, Barre Phillips, Lauren Newton, William Parker, Irène Schweizer, et bien d'autres.
Elle-même compose également. Elle compose pour la danse (notamment pour Josef Nadj et Cécile Loyer), pour le théâtre, et réalise plusieurs performances interdisciplinaires.
Elle enseigne l'improvisation et la composition aux États-Unis.

## Discographie
- 1981 : Contrabassiste, QCA Redmark-Liben Records
- 1981-1982 : Instant Replay, avec Lol Coxhill, Nato
- 1982 : Live at The Bastille, avec Maggie Nicols et Lindsay Cooper, Sync Pulse
- 1983 : Couscous, avec Lol Coxhill, Nato
- 1983 : Les Douze sons, Nato
- 1983 : Trios, Incus 51. Company
- 1984 : Live at Taktlos, Intakt (un morceau en trio avec Irène Schweizer et Paul Lovens)
- 1984 : Sweet Zee, Daunik Lazro, Hat Art
- 1984 : Pour un demi-poulet, Nato (un morceau sur Alfred Hitchcock Tribute Album).
- 1985-1987 : Paris Quartet, Intakt
- 1985 : Sincerely, Plainisphare (en solo)
- 1986 : Canaille, Intakt.
- 1986 : Cordial gratin, avec Irène Schweizer, FMP
- 1986 : Frerebet Soeurboise, en duo avec Peter Kowald, FMP
- 1986 : Soeurbet, Frereboise, en duo avec Peter Kowald, FMP
- 1986-1988 : The Storming of the Winter Palace, Intakt
- 1987 : Contrabasse et voix ADDA
- 1987 :  Les domestiques, duo avec Jon Rose, Konnex
- 1987 : Violin Music for Restaurants, duo avec Jon Rose, ReR
- 1988 : Anthony Braxton Group, Ensemble, Victoriaville
- 1988 : En Chair et en os, sur des poèmes de Julien Blaine, DCC
- 1990 : Écritures, avec Carlos Zingaro, In Situ
- 1990 : Trend, avec Mario Schiano, Evan Parker, Alexander Von Schlippenbach et Paul Lytton, Splasc(h) Records
- 1990 : Urban Bass, en solo, EDD
- 1991 : Palimpseste, duo avec Eric Watson, Hat Art
- 1991 : Canaille 91
- 1992 : Haunting the Spirits Inside Them..., Music and Arts
- 1992 : Okanagon, compositions de Scelsi, Hat Art
- 1992 : L'Histoire de Mme Tasco, Canvas Trio, Hat Art
- 1992 : Urgent Meeting 221 (un morceau avec Un Drame Musical Instantané), GRRR
- 1992 : Letter 3, duo avec Sainkho Namchylak, Léo
- 1993 : Les Diaboliques, Intakt
- 1993 : Blue Goo Park, duo avec Carl, FMP
- 1993 : Nuage en voyage, duo avec Annick Nozati, Z.o.o
- 1993 : Tracks, avec Mario Schiano et Peter Kowald, Le Parc Music.
- 1994 : Sound on Stage Part 1, avec Carlos Zingaro, Musicworks
- 1994 : Sincerely, en solo, Planisphare
- 1994 : Joëlle Léandre - Pascal Contet, Grave
- 1994 : Blue Memories, avec Mario Schiano et Renato Geremia, Splasc(h) Records
- 1994 : Jon Rose, ://shopping.live@victo., ReR
- 1994 : Les diaboliques, Splitting Image, Intakt
- 1994-1995 : No Comment, en solo, Red Toucan
- 1995 : John Cage, Auvidis Montaigne
- 1995 : Not Missing Drums Project, avec Urban Voices, Léo Lab
- 1996 : Live @ Banlieues Bleues, avec Georg Graewe et François Houle, Red Toucan
- 1996 : 18 Colors, duo avec Lauren Newton, Leo Records
- 1996 : Duos 3-13, For 4 Ears, duos avec Fredy Studer
- 1996 : Moments Music and Arts, Canvas Trio
- 1996 : No Try No Fail, trio avec Urs Leimgruber et Fritz Hauser, Hatology
- 1998 : Joëlle et Tetsu, duo avec Tetsu Saitoh, Omba
- 1997 : Philippe Fénelon, Five Pieces on New Music, MFA
- 1997 : Incandescences, duo avec Giorgio Occhipinti, Tonesetters
- 1997 : No Waiting, duo avec Derek Bailey, Potlatch
- 1997 : E'vero, duo avec Sebi Tramontana, Leo Records
- 1997 : Les Diaboliques, Live at the Rhinefalls, Intakt
- 1997 : Chantal Dumas, Le parfum des femmes, OHM/AVTR
- 1998 : Contrabasses, duo avec William Parker, Leo Records
- 1998 : Short Takes, duo avec Haruna Miyake, Egg Farm
- 1998 : Improvisation & Performance, Mesostics
- 1998 : Ryoanji: John Cage Concert in Hiroshima, avec Kumi Wakao, Mesostics
- 1998 : Solo Bass, Mesostics
- 1998 : Sapporo Duets, duo avec Ryoji Hojito, Tonesetters/Jazz Halo
- 1998 : Quartet Noir, avec Urs Leimgruber, Marilyn Crispell et Fritz Hauser, Victo
- 1998-1999 : Saadet Türköz, Marmara Sea, Intakt
- 1999 : Joëlle Léandre Project, Leo Records
- 1999 : Tricotage, duo avec Danielle P. Roger, Ambiances Magnétiques,
- 1999 : Organic - Mineral, avec Kazue Sawai, In Situ
- 1994-2000 : Amalgam(e): 10 ans de Red Toucan, Red Toucan
- 2000 : Dire du dire, Rectangle
- 2000 : Quelque part, Lithium
- 2000 : C'est ça, avec Hasse Poulsen et François Houle, Red Toucan
- 2000 : John Cage #4, avec Kumi Wakao, Mesostics
- 2000 : Joëlle Léandre & Yu Wakao, Mesostics
- 2000 : Signature: live at the Egg Farm, duos avec Masahiko Satoh et Yuji Takahashi, Red Toucan
- 2000 : Festival Beyond Innocence: 4 1999-2000 (deux morceaux dans une compilation), Innocent Records
- 2000 : Concerten, Muziekinstrumentenmuseum (un morceau en solo dans une compilation), MIM .
- 2000 : La 5e feuille, La poésie de Julien Blaine, DCC
- 2001 : Out of Sound, Leo Records
- 2001 : Timbreplus, Timbre avec Hauser, Léandre, Leimgruber, ARBE
- 2001 : Madly You, Lazro, Léandre, Zingaro, Lovens, Potlatch
- 2001 : 1/2, Léandre, Zingaro, Tramontana, No label
- 2001 : The Chicken Check in Complex, Zingaro, Léandre, Tramontana, Leo Records
- 2001 : For Flowers, Joëlle Léandre, Mat Maneri, Joel Ryan, Christophe Marguet, Leo Records
- 2001 : Passaggio, Sylvie Courvoisier, Joëlle Léandre, Susie Ibarra, Intakt
- 2002 : Roland Kirk,Duets 2, avec Ramón López, Leo Records
- 2002 : Ocean of Earth, Kevin Norton, Joëlle Léandre, Tomas Ulrich, Barking Hoop
- 2002 : Tempted to Smile, Fred Frith, Joëlle Léandre, Jonathan Segel, Spool
- 2002 : No Day Rising, Brett Larner, Joëlle Léandre, Kazuhisa Uchihashi, Spool
- 2002 : The Space_Between, Philip Gelb, Pauline Oliveras, Dana Reason, Joëlle Léandre, 482 Music
- 2002 : Evident, duo avec Mark Nauseef, 482 Music
- 2002 : One More Time, Steve Lac, Joëlle Léandre, Leo Records
- 2003 : After You Gone, Barre Phillips, Joëlle Léandre, William Parker, Tetsu Saitoh, Victo
- 2003 : Györ, duo avec Akosh S, Reqords
- 2003 : Sur une balançoire, duo avec Gianni Lenoci, Ambiances Magnétiques
- 2003-2004 : Irène Schweizer : un film de Gitta Gsell, Intakt DVD
- 2004 : India Cooke, Firedance, Red Toucan
- 2004 : Ramón López Flowers Trio, Flowers of Peace, Leo Records
- 2004 : Quartet Noir, Lugano, Victo
- 2004 : Cruxes, Aurora Josephson, Joëlle Léandre, Damon Smith, Martin Blume, Balance Point Acoustics
- 2005 : Concerto Grosso, Tonesetters, solo, Jazz Halo
- 2005 : Face It!, duo avec Lauren Newton, Leo Records
- 2005 : At The Le Mans Jazz Festival, Leo Records
- 2005 : Voyages, duo avec Masahiko Satoh, BJSP
- 2005 : Open Waves Concert, duo avec Carlos Bechegas, Forward
- 2005 : Freeway, duo avec Pascal Contet, Clean Feed,
- 2005 : 25th NWM, Ninth World Music (un morceau sur une compilation)
- 2006 : Les Diaboliques, Jubilee Concert, Intakt DVD
- 2006 : Winter in New York, duo avec Kevin Norton, Leo Records
- 2006 : 9 moments, Houle, Léandre, Strid, Red Toucan
- 2006 : The Stone Quartet, Joëlle Léandre, Marilyn Crispell, Roy Campbell, Mat Maneri, DMG
- 2006, : À l'improviste, Joëlle Léandre, Barre Phillips, Kadima Collective Recordings
- 2007 : Psychomagic Combination, Joëlle Léandre, Gianni Lenoci, Vittorino Curci, Marcello Magliocchi, Setola di Maiale
- 2007 : Duo (Heidelberg Loppem), duo avec Anthony Braxton, Leo Records
- 2007 : Live in Israël, solo et improvisations collectives, Kadima Collective Recordings
- 2008 : Trace, Léandre, Vidal, Boni, Red Toucan
- 2008 : Out of Nowhere, duo avec Quentin Sirjacq, Ambiances Magnétiques
- 2008 : Basse Continue, DVD avec interviews et captations de concerts, Hors Œl éditions
- 2008 : KOR, duo avec Akosh S, Leo Records
- 2008 : Transatlantic Visions, duo avec George Lewis, Roguart
- 2009 : Live at Dunois, duo avec William Parker, Leo Records
- 2009 : Live aux Instants Chavirés, duo avec Jean-Luc Cappozzo, Kadima Collective Recordings
- 2010 : Before After, trio avec Nicole Mitchell et Dylan Van Der Schyff, RogueArt
- 2012 : Trans, en duo avec Serge Teyssot-Gay, Intervalle Triton
- 2013 : The Bill Has Been Paid, en duo avec Steve Dalachinsky, Dark Tree
- 2013 : Trio Ceccaldi avec Joëlle Leandre, Ayler Records
- 2014 : Tout va monter, trio avec Benoît Delbecq et Carnage The Executioner, Nato
- 2014 : Hasparren, duo avec Daunik Lazro, NoBusiness Records
- 2014 : 3, duo avec Pascal Contet, Ayler Records
- 2014 : Sisters Where, duo avec Nicole Mitchell, Roguart
- 2015 : MMM Quartet, Joëlle Léandre, Fred Frith, Alvin Curran, Urs Leimgruber, Roguart
- 2016 : Joëlle Léandre 10, Can You Hear Me?, avec Guillaume Aknine, Florent Stache, Jean-Brice Godet, Théo Ceccaldi, Christiane Bopp, Jean-Luc Cappozzo, Séverine Morin, Alexandra Grimal, Valentin Ceccaldi, Ayler Records

## Théâtre
- 1977 : Coriolan de William Shakespeare, mise en scène Gabriel Garran, Festival d'Avignon, Théâtre de la Commune

## Publications
- À voix basse, entretiens avec Franck Médioni, Édition MF, 2008 , 160 p.  (ISBN 978-2-915794-28-1)
- « “Chers Messieurs” : la lettre ouverte de Joëlle Léandre aux Victoires du jazz », sur France Musique, 18 décembre 2017 (consulté le 2 octobre 2019)

### Filmographie
- Joëlle Léandre Basse Continue de Christine Baudillon, DVD et livret reproduisant 40 encres de Joëlle Léandre, Hors Œil Éditions, 2008 (140 min) ; voir sur « Portail du film documentaire », sur film-documentaire.fr (consulté le 2 octobre 2019)
- Joëlle Léandre « Affamée » de Christian Pouget, DVD Films UtôpïK, 1001 Productions et Vià Occitanie + CNC 2019 (56 min)
- Struggle, Life, Music de Christian Pouget, DVD Rogueart, Production Arts for Art, Vision festival NYC 2023 (45 min)
- Duende Joëlle Léandre solo, de Christian Pouget, DVD Films UtôpïK, Autoproduction 2023 (54 min)

### Radio
- « Joëlle Léandre : "Pour improviser, il faut aimer l'autre" », sur France Culture (consulté le 2 octobre 2019)